# Alojzy Siwecki
Alojzy Siwecki (ur. 25 marca 1912 w Haliczu, zm. 1988) – artysta malarz.

## Życiorys
W latach 1932–1937 studiował malarstwo na Akademii Sztuk Pięknych w Krakowie, w latach 1932–1937 u Władysława Jarockiego i Fryderyka Pautscha. Stypendium umożliwiło mu studia w Rzymie. Po powrocie do kraju został asystentem w Krakowskiej ASP. W roku 1948 został mianowany adiunktem. W roku 1954 otrzymał nominację na zastępcę profesora. Począwszy od pierwszej wystawy okręgowej w Krakowie w 1945 prace Siweckiego znajdowały się na wszystkich wystawach w Krakowie. W roku 1955 Siwecki otrzymał dyplom honorowy Towarzystwa Przyjaciół Sztuk Pięknych w Krakowie. W tym roku otrzymał także Złoty Krzyż Zasługi oraz Medal 10-lecia Polski Ludowej. Wystawiał także poza Krakowem, w Rzeszowie a nawet w Jaśle (w ocalałej Sali gimnastycznej Gimnazjum) w roku 1959 wspólnie z innym malarzem Romanem Hegerem, gdzie odwiedził kolegę ze studiów Stanisława Witowskiego-Iskrzyniaka też malarza. Po wojnie był profesorem na Akademii Sztuk Pięknych w Krakowie. W latach 80. wywiad z A. Siweckim przeprowadziła telewizja Kraków. Obecnie dużo jego obrazów znajduje się na aukcjach dzieł sztuki.